# Лищинская, Ирина Анатольевна
Ирина Анатольевна Лищинская (род. 15 января 1976, Макеевка, Донецкая область) — украинская легкоатлетка, выступавшая в беговых дисциплинах на 800, 1500 и 3000 м. Её основной дисциплиной являлся бег на 1500 м. Серебряный призёр Олимпийских игр 2008 года в Пекине, серебряный призёр ИААФ Чемпионата мира 2007 года в Осаке (Япония). Многократная чемпионка Украины, Заслуженный мастер спорта Украины. Выступала на профессиональном уровне с 1997 по 2009 годы.

## Биография
Ирина Лищинская закончила Донецкую государственную академию управления. С 2011 года возглавляет Агентство по подготовке и проведению в городе Донецке IAAF World Youth Championships — 2013 (ИААФ Юношеский чемпионат мира-2013 по лёгкой атлетике), является президентом легкоатлетического клуба «Королева спорта», ведёт активную деятельность по популяризации лёгкой атлетики и здорового способа жизни в Донецке и на Украине.
С 2014 года — сооснователь, генеральный менеджер и тренер в беговом клубе RUN BASE KYIV, а также спортивный директор в компании Run Ukraine, которая является основателем и организатором массовых спортивных мероприятий на Украине, таких как Киевский международный марафон и полумарафон.
Тренеры — Геннадий Николаевич Шаламанов, Игорь Иванович Лищинский. Воспитывает двух дочерей.

## Достижения на дистанции 1500 метров
- Олимпийские игры 2008 года — 2-е место.
- Чемпионат мира 2007 года — 2 место.
- Чемпионат мира 2003 года — 5-е место.
- Кубок Европы 2004 года — 1-е место.
- Чемпионат мира 2006 года — 5-е место.
- Чемпионат мира 2007 года — 3-е место.
- Многократная чемпионка Украины.

## Награды
- Орден княгини Ольги III степени (4 сентября 2008 года) — за достижение высоких спортивных результатов на XXIX летних Олимпийских играх в Пекине (Китайская Народная Республика), проявленные мужество, самоотверженность и волю к победе, подъём международного авторитета Украины[7]

## Общественная позиция
В мае 2018 года записала видеообращение в поддержку заключённого в России украинского режиссёра Олега Сенцова.